# 珀麗灣碼頭

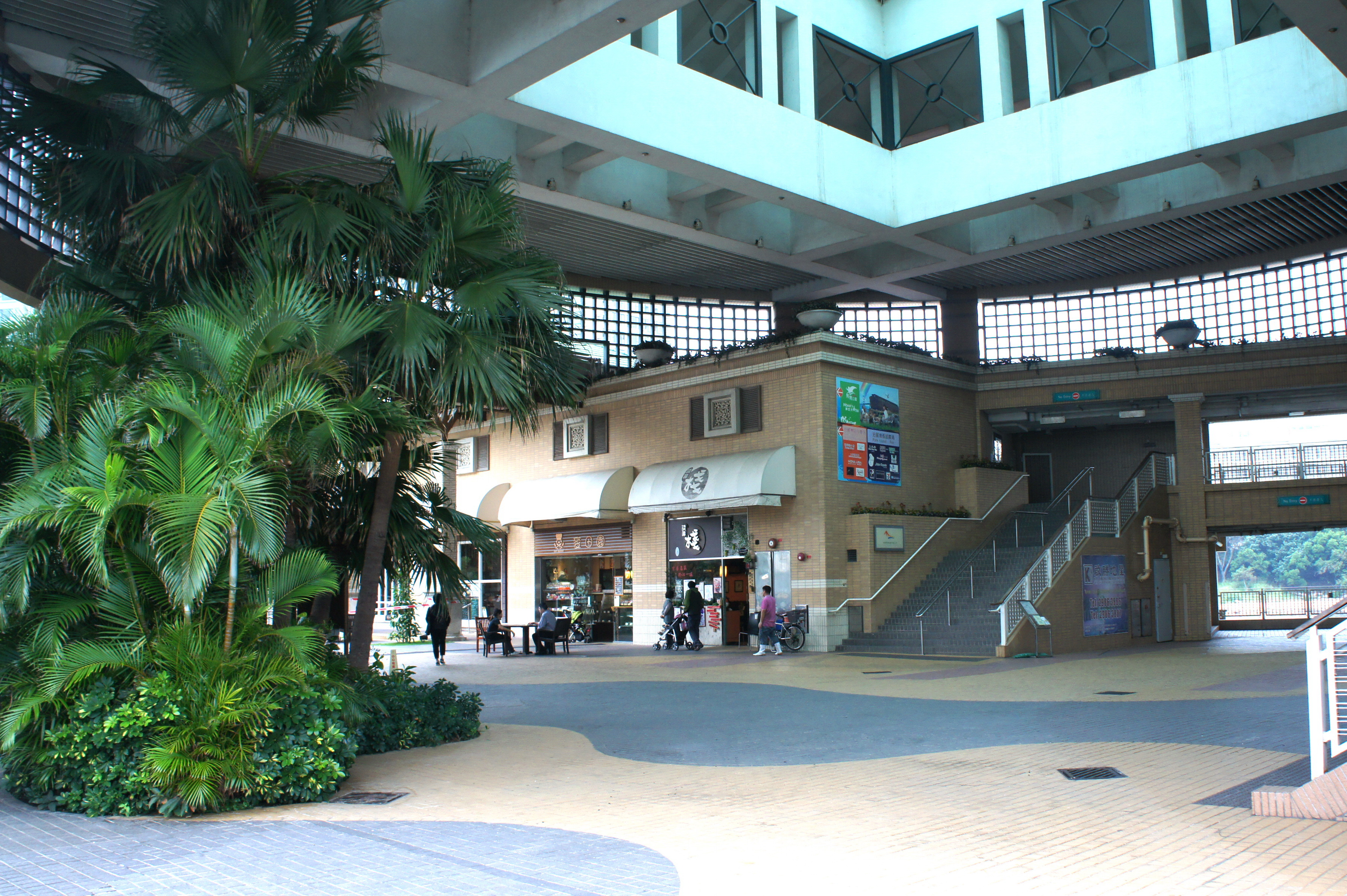
珀麗灣碼頭大堂

珀麗灣碼頭（英語：Park Island Ferry Pier）是香港新界荃灣馬灣內的一個碼頭，毗鄰珀麗灣，現時有珀麗灣客運經營的渡輪服務，分别有馬灣至中環航線及馬灣至荃灣的渡輪航線。

## 鄰近
- 珀麗灣
- 青馬大橋
- 汲水門大橋

## 接駁交通
- 珀麗灣客運
  - NR330：珀麗灣←→青衣站
  - NR332：珀麗灣←→葵芳（新都會廣場）
  - NR334：珀麗灣←→機場（循環線）
  - NR338：珀麗灣←→中環（二號碼頭）
- 陽光巴士
  - NR331：馬灣(珀欣路)←→荃灣站
  - NR331S：馬灣(珀欣路)←→荃灣西站
- 九巴
  - 230R：馬灣(珀欣路)←→九龍站